# VTV Cup 2007
Giải bóng chuyền nữ quốc tế VTV Cup 2007 là giải đấu lần thứ tư với sự phối hợp tổ chức của Liên đoàn bóng chuyền Việt Nam và Đài truyền hình Việt Nam. Giải đấu được tổ chức tại nhà thi đấu Phan Đình Phùng, Thành phố Hồ Chí Minh. Đây cũng là lần đầu tiên giải đấu được tổ chức ở khu vực phía nam và có 10 đội tham dự - đông nhất trong lịch sử các kỳ VTV Cup.
Đội tuyển bóng chuyền nữ Việt Nam đã giành chức vô địch giải đấu dù không được đánh giá cao trước khi bước vào giải.

## Các đội tham dự
- Việt Nam
- Myanmar
- Philippines
- Đại học hàng không Bắc Kinh (Beihang)
- Shikoku
- VTV Bình Điền Long An
- Banimiwittaya
- Zhetyssu
- Sri Lanka
- Đại học Saint Johns
- Học viện tài chính Bắc Kinh (Zhong Cai)

 Indonesia (Ngày 4/5/2007,  Indonesia xin rút lui không tham dự giải này)

## Thể thức thi đấu
Các đội chia thành 2 bảng thi đấu vòng tròn một lượt chọn 2 đội đứng đầu mỗi bảng vào bán kết. Xác định vị trí các đội nếu bằng điểm theo thứ tự:
- Điểm (thắng một trận được 2 điểm, đội thua được 1 điểm).
- Tỷ số tổng số điểm thắng trên tổng số điểm thua.
- Tỷ số tổng ván thắng trên tổng ván thua.

#### Bảng A
- Việt Nam
- Myanmar
- Philippines
- Shikoku
- Đại học hàng không Bắc Kinh

#### Bảng B
- VTV Bình Điền Long An
- Banimiwittaya
- Zhetyssu
- Sri Lanka
- Đại học Saint Johns
- Học viện tài chính Bắc Kinh

## Giai đoạn vòng bảng

### Bảng A
| Đội                         | St | T | B | Vt | Vb | Ts    | Vt  | Vb  | Ts   | Điểm |
| --------------------------- | -- | - | - | -- | -- | ----- | --- | --- | ---- | ---- |
| Việt Nam                    | 4  | 4 | 0 | 12 | 1  | 12,00 | 328 | 207 | 1,58 | 8    |
| Shikoku                     | 4  | 3 | 1 | 10 | 5  | 2,00  |     |     |      | 7    |
| Đại học hàng không Bắc Kinh | 4  | 2 | 2 | 8  | 6  | 1,33  | 300 | 294 | 1,02 | 6    |
| Myanmar                     | 4  | 1 | 3 | 3  | 10 | 0,30  | 251 | 307 | 0,82 | 5    |
| Philippines                 | 4  | 0 | 4 | 1  | 12 | 0,08  |     |     |      | 4    |

#### Kết quả
| Ngày | Thời gian |                             | Điểm |                             | Set 1 | Set 2 | Set 3 | Set 4 | Set 5 | Tổng   | Nguồn |
| ---- | --------- | --------------------------- | ---- | --------------------------- | ----- | ----- | ----- | ----- | ----- | ------ | ----- |
| 12/5 | 18:00     | Philippines                 | 0–3  | Shikoku                     | 18–25 | –     | –     |       |       | –      |       |
| 12/5 | 20:00     | Việt Nam                    | 3–0  | Myanmar                     | 25–11 | 25–16 | 25–20 |       |       | 75–47  |       |
| 13/5 | 16:00     | Việt Nam                    | 3–0  | Philippines                 | 25–12 | 25–9  | 25–11 |       |       | 75–32  |       |
| 13/5 | 20:00     | Đại học hàng không Bắc Kinh | 3–0  | Myanmar                     | 25–18 | 25–14 | 25–16 |       |       | 75–48  |       |
| 14/5 | 16:00     | Shikoku                     | 1–3  | Việt Nam                    | 16–25 | 25–23 | 10–25 | 26–28 |       | 77–101 |       |
| 14/5 | 20:00     | Đại học hàng không Bắc Kinh | 3–0  | Philippines                 | 25–20 | 25–21 | 25–23 |       |       | 75–64  |       |
| 15/5 | 18:00     | Philippines                 | 1–3  | Myanmar                     | 15–25 | 26–24 | 18–25 | 23–25 |       | 82–99  |       |
| 15/5 | 20:00     | Đại học hàng không Bắc Kinh | 2–3  | Shikoku                     | 23–25 | 25–22 | 25–20 | 17–25 | 9–15  | 99–107 |       |
| 16/5 | 16:00     | Việt Nam                    | 3–0  | Đại học hàng không Bắc Kinh | 25–17 | 25–16 | 25–18 |       |       | 75–51  |       |
| 16/5 | 18:00     | Myanmar                     | 0–3  | Shikoku                     | 19–25 | 16–25 | 22–25 |       |       | 75–57  |       |

### Bảng B
| Đội                         | St | T | B | Vt | Vb | Ts   | Vt  | Vb  | Ts   | Điểm |
| --------------------------- | -- | - | - | -- | -- | ---- | --- | --- | ---- | ---- |
| Đại học Saint Johns         | 5  | 4 | 1 | 14 | 3  | 4,67 | 414 | 331 | 1,22 | 9    |
| Zhetyssu                    | 5  | 4 | 1 | 13 | 6  | 2,17 | 445 | 372 | 1,19 | 9    |
| Banimiwittaya               | 5  | 4 | 1 | 12 | 4  | 3,00 | 397 | 347 | 1,14 | 9    |
| Học viện tài chính Bắc Kinh | 5  | 2 | 3 | 6  | 9  | 0,66 | 319 | 349 | 0,91 | 7    |
| VTV Bình Điền Long An       | 5  | 1 | 4 | 5  | 12 | 0,42 | 349 | 396 | 0,88 | 6    |
| Sri Lanka                   | 5  | 0 | 5 | 0  | 15 | 0    | 269 | 375 | 0,72 | 5    |

#### Kết quả
| Ngày | Thời gian |                             | Điểm |                       | Set 1 | Set 2 | Set 3 | Set 4 | Set 5 | Tổng    | Nguồn |
| ---- | --------- | --------------------------- | ---- | --------------------- | ----- | ----- | ----- | ----- | ----- | ------- | ----- |
| 12/5 | 12:00     | Học viện tài chính Bắc Kinh | 0–3  | Đại học Saint Johns   | 18–25 | 13–25 | 17–25 |       |       | 48–75   |       |
| 12/5 | 14:00     | Banimiwittaya               | 3–1  | Zhetyssu              | 18–25 | 28–26 | 25–10 | 25–15 |       | 96–86   |       |
| 12/5 | 16:00     | Sri Lanka                   | 0–3  | VTV Bình Điền Long An | 13–25 | 20–25 | 16–25 |       |       | 49–75   |       |
| 13/5 | 12:00     | VTV Bình Điền Long An       | 0–3  | Banimiwittaya         | 32–34 | 20–25 | 21–25 |       |       | 73–84   |       |
| 13/5 | 14:00     | Đại học Saint Johns         | 2–3  | Zhetyssu              | 23–25 | 25–21 | 25–23 | 26–28 | 10–15 | 109–112 |       |
| 13/5 | 18:00     | Học viện tài chính Bắc Kinh | 3–0  | Sri Lanka             | 25–22 | 25–17 | 25–18 |       |       | 75–57   |       |
| 14/5 | 12:00     | Sri Lanka                   | 0–3  | Banimiwittaya         | 18–25 | 20–25 | 18–25 |       |       | 56–75   |       |
| 14/5 | 14:00     | Đại học Saint Johns         | 3–0  | VTV Bình Điền Long An | 25–17 | 25–17 | 25–20 |       |       | 75–54   |       |
| 14/5 | 18:00     | Học viện tài chính Bắc Kinh | 0–3  | Zhetyssu              | 19–25 | 14–25 | 20–25 |       |       | 53–75   |       |
| 15/5 | 12:00     | Học viện tài chính Bắc Kinh | 0–3  | Banimiwittaya         | 22–25 | 19–25 | 11–25 |       |       | 52–75   |       |
| 15/5 | 14:00     | Zhetyssu                    | 3–1  | VTV Bình Điền Long An | 25–14 | 25–18 | 22–25 | 25–23 |       | 97–80   |       |
| 15/5 | 16:00     | Sri Lanka                   | 0–3  | Đại học Saint Johns   | 16–25 | 20–25 | 14–25 |       |       | 50–75   |       |
| 16/5 | 12:00     | Zhetyssu                    | 3–0  | Sri Lanka             | 25–19 | 25–16 | 25–22 |       |       | 75–57   |       |
| 16/5 | 14:00     | Banimiwittaya               | 0–3  | Đại học Saint Johns   | 28–30 | 16–25 | 23–25 |       |       | 67–80   |       |
| 16/5 | 20:00     | Học viện tài chính Bắc Kinh | 3–1  | VTV Bình Điền Long An | 15–25 | 25–15 | 26–24 | 25–23 |       | 91–67   |       |

## Vòng tranh thứ hạng 1-4
|  | Bán kết                 | Bán kết             |                         |   | Chung kết | Chung kết |
|  |                         |                     |                         |   |           |           |
|  | 18-5-2007 – Hồ Chí Minh |                     |                         |   |           |           |
|  |                         |                     |                         |   |           |           |
|  | Việt Nam                | 3                   |                         |   |           |           |
|  | Việt Nam                | 3                   | 19-5-2007 – Hồ Chí Minh |   |           |           |
|  | Zhetyssu                | 0                   |                         |   |           |           |
|  | Zhetyssu                | 0                   | Việt Nam                | 3 |           |           |
|  | 18-5-2007 – Hồ Chí Minh |                     | Việt Nam                | 3 |           |           |
|  |                         | Đại học Saint Johns | 1                       |   |           |           |
|  | Đại học Saint Johns     | Đại học Saint Johns | 1                       | 3 |           |           |
|  | Đại học Saint Johns     |                     |                         | 3 |           |           |
|  | Shikoku                 | 0                   |                         |   |           |           |
|  | Shikoku                 | 0                   | Tranh giải ba           |   |           |           |
|  |                         |                     |                         |   |           |           |
|  | 19-5-2007 – Hồ Chí Minh |                     |                         |   |           |           |
|  |                         |                     |                         |   |           |           |
|  | Zhetyssu                | 3                   |                         |   |           |           |
|  | Zhetyssu                | 3                   |                         |   |           |           |
|  | Shikoku                 | 2                   |                         |   |           |           |

### Bán kết
| Ngày | Thời gian |                     | Điểm |          | Set 1 | Set 2 | Set 3 | Set 4 | Set 5 | Tổng  | Nguồn |
| ---- | --------- | ------------------- | ---- | -------- | ----- | ----- | ----- | ----- | ----- | ----- | ----- |
| 18/5 | 16:00     | Việt Nam            | 3–0  | Zhetyssu | 25–15 | 25–22 | 25–14 |       |       | 75–51 |       |
| 18/5 | 18:00     | Đại học Saint Johns | 3–0  | Shikoku  | 25–17 | 25–13 | 25–23 |       |       | 75–53 |       |

### Tranh hạng 3
| Ngày | Thời gian |          | Điểm |         | Set 1 | Set 2 | Set 3 | Set 4 | Set 5 | Tổng   | Nguồn |
| ---- | --------- | -------- | ---- | ------- | ----- | ----- | ----- | ----- | ----- | ------ | ----- |
| 19/5 | 15:30     | Zhetyssu | 3–2  | Shikoku | 25–7  | 25–7  | 27–29 | 17–25 | 15–11 | 109–79 |       |

### Chung kết
| Ngày | Thời gian |          | Điểm |                     | Set 1 | Set 2 | Set 3 | Set 4 | Set 5 | Tổng    | Nguồn |
| ---- | --------- | -------- | ---- | ------------------- | ----- | ----- | ----- | ----- | ----- | ------- | ----- |
| 19/5 | 17:30     | Việt Nam | 3–1  | Đại học Saint Johns | 28–26 | 26–24 | 29–31 | 25–20 |       | 108–101 |       |

## Xếp hạng chung cuộc
| Xếp hạng | Đội bóng                    |
| -------- | --------------------------- |
|          | Việt Nam                    |
|          | Đại học Saint Johns         |
|          | Zhetyssu                    |
| 4        | Shikoku                     |
| 5        | Banimiwittaya               |
| 6        | Đại học hàng không Bắc Kinh |
| 7        | Học viện tài chính Bắc Kinh |
| 8        | Myanmar                     |
| 9        | VTV Bình Điền Long An       |
| 10       | Philippines                 |
| 11       | Sri Lanka                   |

## Các giải thưởng cá nhân
- Vận động viên xuất sắc toàn diện:  Zhetyssu Tatyana Pyurova
- Vận động viên tấn công xuất sắc nhất:  Đại học Saint Johns Huang Hui-ping
- Vận động viên chắn bóng tốt nhất:  Việt Nam Nguyễn Thị Ngọc Hoa
- Vận động viên chuyền hai tốt nhất:  Đại học Saint Johns Wioleta Leszczynska
- Vận động viên phát bóng tốt nhất:  Zhetyssu Olga Serebrennikova
- Vận động viên phòng thủ tốt nhất:  Đại học Saint Johns Yee Kathleen
- Vận động viên bắt bước một tốt nhất:  Đại học Saint Johns Yee Kathleen
- Vận động viên libero tốt nhất:  Đại học Saint Johns Yee Kathleen
- Hoa khôi VTV Cup 2007:  Shikoku Ida Ayana